# 8156 Tsukada
8156 Tsukada è un asteroide della fascia principale. Scoperto nel 1988, presenta un'orbita caratterizzata da un semiasse maggiore pari a 2,6976031 UA e da un'eccentricità di 0,1019890, inclinata di 3,40988° rispetto all'eclittica.